# Francesco Loredan
Francesco Loredan, född 1685, död 1762, var en venetiansk doge. Han var regerande doge av Venedig 1752–1762.